# Qu'est-ce qu'une nation?
Qu'est-ce qu'une nation? (O que é uma Nação?) é uma palestra de 1882 do historiador francês Ernest Renan (1823-1892), conhecida pelas declarações de que uma nação é "um referendo diário", e que as nações se baseiam tanto no que as pessoas esquecem em conjunto, como no que elas lembram. É frequentemente citada ou antologizada em obras de história e ciência política pertinentes ao nacionalismo e à identidade nacional. "O que é uma Nação" foi escrita para simbolizar o nacionalismo que nasceu na França como resultado da Revolução Francesa de 1789.

## Nacionalidade na antiguidade e no tempo de Renan
Renan começa seu ensaio nota-se que há uma confusão frequente entre a ideia de nacionalidade e de agrupamentos raciais ou linguísticos, uma forma de confusão que ele diz que pode produzir "os erros mais graves". Ele promete realizar um exame de autópsia, "de uma maneira absolutamente fria e imparcial" nações existentes no momento da escrita em 1882, como a França, Alemanha, Inglaterra e Rússia, continuaram a existir por centenas de anos, e que qualquer nação que tente dominá-los será rapidamente empurrada para suas próprias fronteiras, por uma coalizão de outras nações. "O estabelecimento de um novo império romano, ou um novo império de Carlomagno, tornou-se impossível". Renan observa que a ideia de uma nação, como atualmente usada, área básica não pode haver identidade compartilhada real de seus assuntos.
Renan acreditava que as nações se desenvolveram a partir das necessidades comuns das pessoas, que consistiam em diferentes grupos sociais que procuram uma "identidade coletiva". Ele elogia o século XVIII por suas realizações em relação à humanidade e à restauração da pura identidade do homem, que era livre de equívocos e variações socialmente estabelecidas. Renan desacredita a teoria de que a raça é a base para a unificação das pessoas. É importante notar que a França era bastante etnicamente diversa durante a Revolução Francesa e a regra de Napoleão Bonaparte, mas no entanto conseguiu preparar o cenário para o nacionalismo. Renan também afirma que nem a língua nem a religião são base para a solidariedade porque a linguagem "convida as pessoas para se unirem, mas não as obriga a fazê-lo" e "a religião tornou-se uma questão individual". Por exemplo, os Estados Unidos e a Reino Unido falam inglês, mas não constituem uma única nação unida e os países não operam mais sobre a noção de religiões que operam uma contra a outra, forçando as pessoas a escolher entre um ou outro.
Renan observou que um elemento único da experiência europeia formadora de nação era a mistura de raças, origens e religiões, onde as pessoas conquistadoras adotaram frequentemente a religião e os costumes e se casaram com as mulheres das pessoas que conquistaram. Ele observa que a França era bastante diversa etnicamente durante a Revolução Francesa. Por exemplo, "no final de uma ou duas gerações, os invasores normandos eram indistinguíveis do resto da população". No entanto, eles tiveram uma influência profunda, trazendo consigo "uma nobreza de hábito militar, um patriotismo" que não existia antes. -

## Esquecimento
Renan então afirma o que se tornou uma das ideias mais famosas e duradouras do ensaio. "O esquecimento, e até mesmo dizer erro histórico, são essenciais na criação de uma nação". A pesquisa histórica, ao revelar verdades indesejadas, pode até comprometer a nacionalidade. Todas as nações, mesmo as mais benevolentes na prática posterior, são fundadas em atos de violência, que são então esquecidos. "A unidade é sempre alcançada pela brutalidade: a união do norte da França com o centro foi o resultado de quase um século de extermínio e terror". Ele acredita que as pessoas se unem em suas memórias de sofrimento porque aliviar o sofrimento requer um "esforço comum" que sirva de base para a unidade. Os membros de uma comunidade sentem como se tivessem realizado algo de bom quando pudessem sobreviver em condições adversas. Ele dá alguns exemplos de países como a Turquia e a Boêmia, onde há estratificação rígida, ou onde diferentes comunidades são jogadas umas contra as outras e onde a homogeneização de diferentes grupos não pode ocorrer, resultando em um fracasso na nacionalidade. Isso leva a uma das declarações mais citadas no ensaio:
No entanto, a essência de uma nação é que todos os indivíduos têm muitas coisas em comum, e também que esqueceram muitas coisas. Nenhum cidadão francês sabe se ele é um borgonho, um Alan, um Taifale ou um visigodo, mas todo cidadão francês deve ter esquecido o massacre de São Bartolomeu ou o massacre ocorrido no sul no século XIII.

## Organização dos princípios da nacionalidade
Enquanto muitas nações, como a França, começam com um regime feudal, como uma monarquia, outros, como os Estados Unidos e a Suíça, são formados por atos de agregação consensual. A França e muitos outros, no entanto, sobreviveram às suas raízes feudais enquanto mantinham sua identidade. Renan pergunta qual é o princípio organizador? Não pode ser a raça, porque a França é "celta, ibérica, alemã... Os países mais nobres, a Inglaterra, a França e a Itália, são aqueles em que o sangue é mais misturado". A linguagem, ao contrário, "nos convida, mas não nos força, a unir". Os países que compartilham o espanhol ou o inglês não se fundem, enquanto o povo da Suíça fala várias línguas. A nação moderna também não pode ser baseada na religião, que Renan observa, atualmente é praticada de acordo com a crença individual. "Você pode ser francês, inglês, alemão, ainda católico, protestante, judeu ou não praticando religião". Mutualidade de interesses é bom para empresas e seus afiliados, mas a nacionalidade é baseada no sentimento. A geografia simplesmente nos desvia, e muitas vezes a violência: "As montanhas não sabem como criar países".

## Um "princípio espiritual"
Renan conclui que uma nação é
uma alma, um princípio espiritual. Duas coisas, que são realmente uma, constituem essa alma e princípio espiritual. Um é no passado, o outro, o presente. Uma é a posse em comum de um rico tesouro de memórias; O outro é o consentimento real, o desejo de viver juntos, a vontade de continuar a valorizar a herança indivisa e compartilhada .... Para ter tido momentos gloriosos comuns no passado, uma vontade comum no presente, ter feito grandes coisas Juntos e desejam fazer mais, essas são as condições essenciais para um povo. Nós amamos a nação em proporção aos sacrifícios a que concordamos, os danos que sofremos.

## Consentimento contínuo
Um elemento muito importante da nacionalidade, diz Renan, é o desejo de continuar a fazer parte da nação. A segunda declaração freqüentemente citada de Renan é:
A existência de uma nação (você me perdoará essa metáfora) é um referendo diário, assim como a existência contínua de um indivíduo é uma afirmação perpétua da vida.
Isso leva Renan à conclusão de que "uma nação nunca tem um verdadeiro interesse em anexar ou manter outra região contra os desejos de seu povo". Em outras palavras, áreas como estados ou províncias que desejam se separar devem ser permitidas para fazê-lo. "Se surgirem dúvidas sobre as fronteiras nacionais, consulte a população da área em disputa. Eles têm direito a uma opinião sobre a questão".
Renan conclui que a nacionalidade não é um conceito eterno, mas muda ao longo do tempo (como tudo o resto neste mundo). "Uma confederação européia provavelmente substituirá as nações de hoje". No momento atual, no entanto, a existência de nações separadas serve para garantir a liberdade, de uma forma que seria perdida se o mundo inteiro fosse servido sob uma lei e um mestre. "Cada um traz uma nota para o grande concerto da humanidade ..."
Renan dá a Suíça como um excelente exemplo de uma nação estabelecida por vontade (escolha, vontade):
"Suíça, tão bem feita, já que foi feita com o consentimento de suas diferentes partes, números de três ou quatro línguas. Há algo no homem superior ao idioma, a saber, a vontade".
O argumento de Renan foi resumido no termo alemão Willensnation ("nação-por-vontade"), usado para descrever o status da Suíça como um estado federal por escolha e não ao longo de fronteiras étnicas. O termo tornou-se popular para descrever o modelo político suíço após a Primeira Guerra Mundial e continua a ser invocado.

## Legado e crítica
Historiador político Karl Deutsch, em uma citação às vezes atribuída equivocadamente a Renan, disse que uma nação é "um grupo de pessoas unidas por uma visão equivocada sobre o passado e um ódio aos vizinhos".
O trabalho de 1983 de Benedict Anderson, Comunidades Imaginadas, que afirma que uma nação é uma "comunidade política imaginada", argumenta que Renan se contradiz, quando diz que os franceses devem ter esquecido o massacre do Dia de São Bartolomeu, mas não explica o que é. Em outras palavras, Renan assume que todos os seus leitores se lembrarão do próprio massacre que ele diz ter esquecido. Anderson também aponta que a razão pela qual muitos cidadãos franceses do tempo de Renan conheciam algo desses massacres foi porque eles aprenderam sobre eles em escolas estatais. Assim, o próprio Estado preservou o conhecimento que precisava ser esquecido para a identidade nacional.
Em um livro de 1995, "Por Amor ao País: um ensaio sobre patriotismo e nacionalismo", Maurizio Viroli chamou o ensaio de Renan "a interpretação mais influente do final do século XIX do significado da nação", devido ao foco no "princípio espiritual" Em oposição à raça, religião ou geografia.

Outros autores, como Joxe Azurmendi, consideram que realmente não há tal oposição aos motivos baseados em raça, geografia, história e assim por diante. Eles argumentam que Renan mantém seus antecedentes intelectuais, mas sutilmente, isto é, os argumentos que ele usou explicitamente no que é uma nação? Não são consistentes com o pensamento dele. O conceito de "plebiscito diário" seria ambíguo. Eles argumentam que a definição é uma idealização oportunista e deve ser interpretada dentro da guerra Franco-Prussiana e no meio da disputa sobre a região Alsácia-Lorena.